# 3985 Raybatson
A 3985 Raybatson (ideiglenes jelöléssel 1985 CX) a Naprendszer kisbolygóövében található aszteroida. Carolyn Shoemaker fedezte fel 1985. február 12-én.